# Psilocybe coprophila
Deconica coprophila là một loài nấm trong họ Strophariaceae.

## Hình ảnh

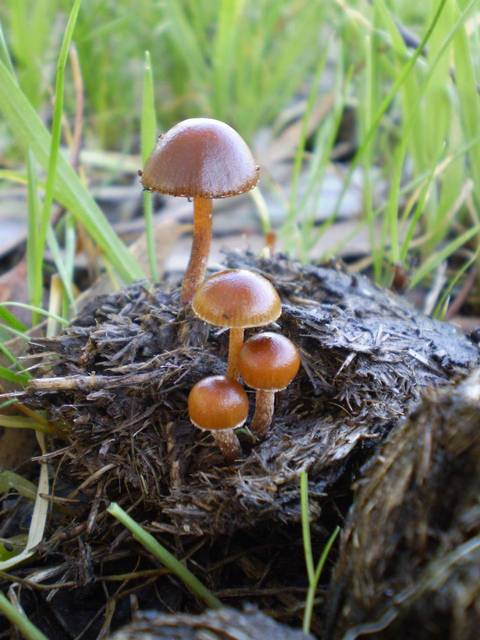
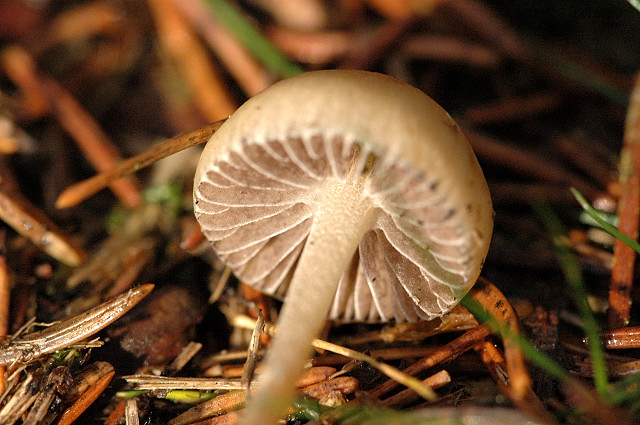
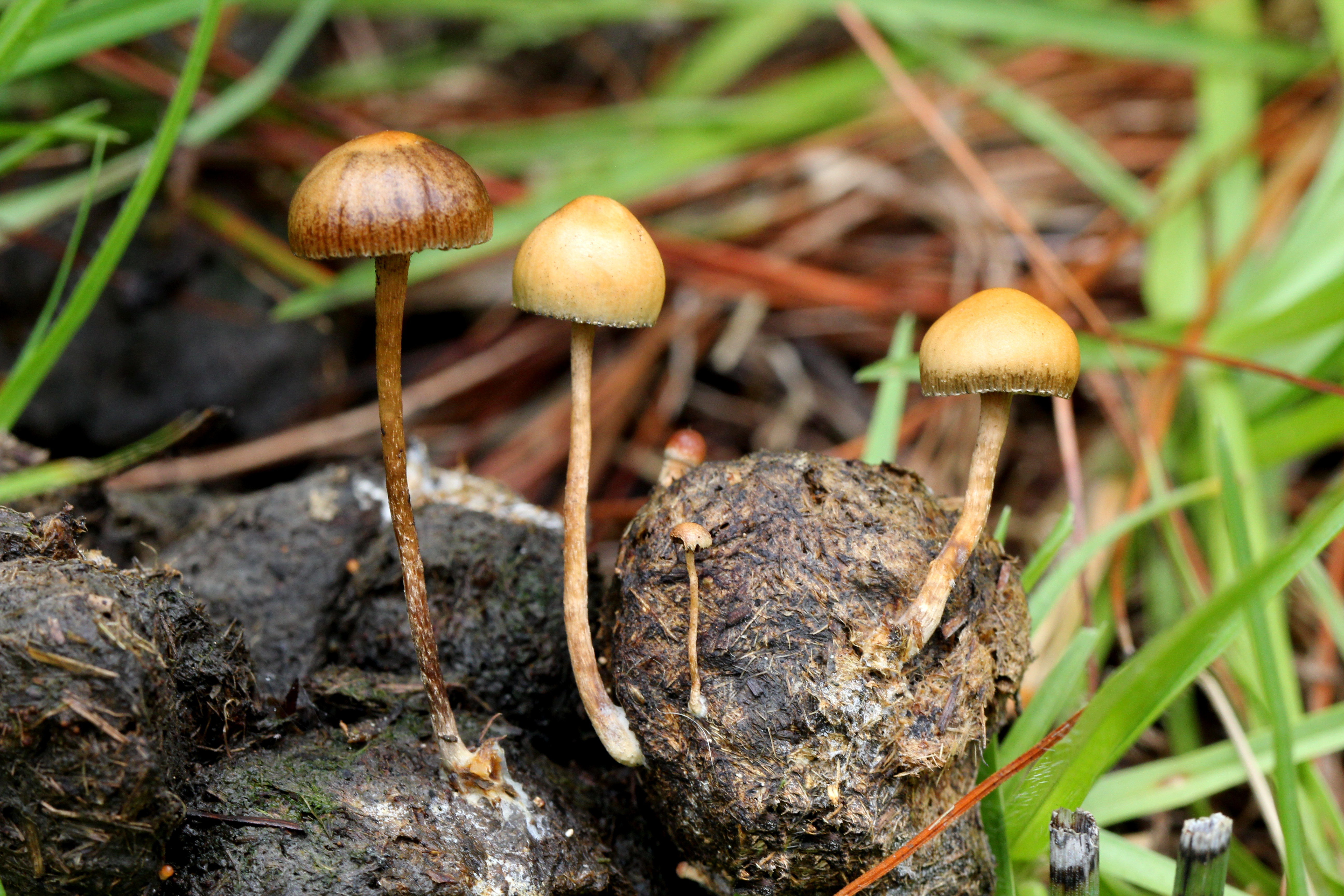
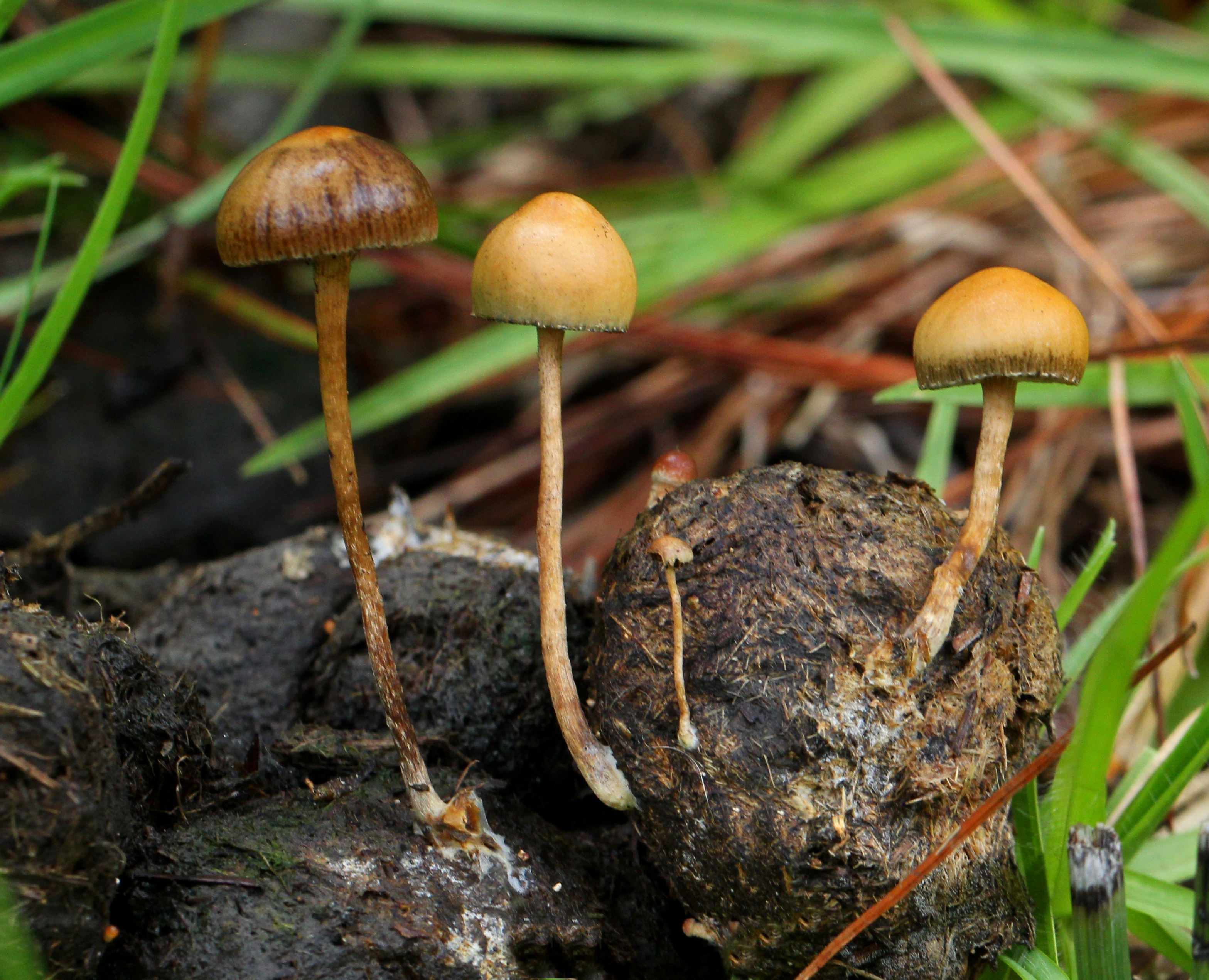